# Буває, іноді старий…
«Буває, іноді старий…» — вірш Тараса Шевченка, написаний ним 1849 року у Раїмі.

## Написання та публікація
Зберігся чистовий автограф вірша у «Малій книжці». 
Автограф не датований. Вірш датується за місцем автографа у «Малій книжці» серед творів 1849 року (під № 13 у четвертому зшитку за 1849 рік) та часом перебування Шевченка в Раїмі у січні — квітні 1849 року, орієнтовно: січень — квітень 1849-го, Раїм.
Найраніший відомий текст — автограф у «Малій книжці», до якої твір переписано з невідомого автографа в Оренбурзі, не раніше 1 листопада 1849 року, після повернення Шевченка з Аральської описової експедиції, і не пізніше 23 квітня 1850 року — дня арешту поета. Незабаром після занесення вірша до «Малої книжки» поет вніс виправлення у рядки 4, 8, 16 — 17, 21. До «Більшої книжки» твір не переписано.
Вперше вірш надруковано у виданні: «Кобзарь Тараса Шевченка / Коштом Д. Е. Кожанчикова» 1867 року (СПб., стор. 440), де подано за «Малою книжкою».

## Сюжет
Твір розкриває душевний стан поета-засланця, який не втрачає надії у здавалось би безнадійних обставинах життя. Провідну думку вірша висловлено в рядках: «Добре жить // Тому, чия душа і дума // Добро навчилася любить!». Мотив надії в різних варіаціях є й у поезіях «А. О. Козачковському», «А нумо знову віршувать», «Лічу в неволі дні і ночі», «Мені здається, я не знаю» тощо. На відміну від цих віршів тут ліричні переживання поета передано крізь образ героя — «старого». 

## Музика
Музику до твору писали М. В. Лисенко, Д. Л. Клебанов.